# František Antonín Gindl
František Antonín Gindl (německy Franz Anton Gindl, 15. září 1786, Ratten – 24. říjen 1841, Celovec) byl česko-rakouský duchovní a politik, působil jako biskup brněnský a kníže-biskup gurský, dvorní rada a duchovní referent při spojené dvorské kanceláři ve Vídni.

## Život
Narodil se ve Štýrsku roku 1786. Na kněze byl vysvěcen roku 1809.
22. června 1831 byl konsekrován s titulem biskupa aureliopolského jako koadjutor olomouckého arcibiskupa kardinála Rudolfa Jana. Po Rudolfově smrti císař Františka 16. listopadu 1831 jmenoval brněnským biskupem. Za svého devítiletého působení dvakrát zvizitoval diecézi, roku 1833 založil Acta curiae, osobně se zúčastňoval zkoušek bohoslovců a vyžadoval, aby všichni dobře znali český jazyk, který si sám dobře osvojil.
V roce 1837 pověřil významného představitele moravského národního hnutí spisovatele Františka Sušila výukou Nového zákona v brněnském teologickém konviktu. Dne 23. ledna 1841 byl jmenován knížetem-biskupem v korutanském Gurku, avšak 24. října téhož roku v Celovci (Klagenfurt) zemřel.
Současníci biskupa Gindla označovali za vzor zbožnosti, spravedlnosti a horlivosti – za skutečného pastýře.